# Sibila Petlevski
Sibila Petlevski (Zagreb, 11. svibnja 1964.) hrvatska književnica makedonskog podrijetla, prozna spisateljica, pjesnikinja, dramatičarka, redovita profesorica na Akademiji dramske umjetnosti Sveučilišta u Zagrebu.

## Životopis
Sibila Petlevski rođena je u Zagrebu u obitelji poznatog slikara Ordana Petlevskog. Diplomirala je komparativnu književnost i engleski jezik na Filozofskom fakultetu u Zagrebu 1988. godine, magistrirala 1991., doktorirala 1996. godine disertacijom "Modernizam: primjeri iz hrvatskog kazališta i drame i njihov srednjoeuropski kontekst".
Autorica je 23 knjige različitih književnih žanrova, na hrvatskome i engleskome jeziku. Članica je francuskih L’Académie Mallarmé i l’Académie Européenne de Poésie. Poezija i proza prevedene su joj na desetak svjetskih jezika. Predsjednica Hrvatskog PEN centra (2001. – 2005. godine). Članica međunarodnog upravnog odbora Internacionalnoga PEN-a (2002. – 2007. godine). 2002. godine istupa iz Društva hrvatskih književnika jer je na skupštini napadnuta na etničkoj osnovi.  Solidarno i brojni drugi pisci napuštaju staro Društvo i osnivaju iste godine novo Hrvatsko društvo pisaca, u koje se ubrzo učlanilo preko tristo pisaca.

## Priznanja i nagrade
- Dobitnica godišnje nagrade Vladimir Nazor (1993.)
- nagrade Poeteka međunarodnog festivala pozije (2005.)
- nagrada Petar Brečić za doprinos teorijskoj dramaturgiji (2001.)
- Njena drama Eisgeneral nagrađena je u europskoj selekciji Berliner Festspiele TT Stückemarkt (2005.)

## Nepotpun popis djela

### Poezija
- Kristali, Zbirka Biškupić, Zagreb, 1988.
- Skok s mjesta, Logos, Split, 1990.
- Sto aleksandrijskih epigrama, Studio grafičkih ideja, Zagreb, 1993.
- Babylon (2000.)
- Heavy Sleepers (2000.)
- Libitina (2002.)
- Spojena lica, Hrvatsko društvo pisaca, Zagreb, 2006., ISBN 953-7342-02-6

### Proza
- Francuska suita (1996.)
- Koreograﬁja patnje, Konzor, Zagreb, 2002.
- Noćni trening, Fraktura, Zaprešić, 2006.
- Moj Antonio Diavolo (2007.)
- Vrijeme laži - Tabu I., Fraktura, Zaprešić, 2009.
- Bilo nam je tako lijepo! - Tabu II., Fraktura, Zaprešić, 2011.

### Drame
- Ledeni general (Eisgeneral) (2005.)
- Cagliostro Forever, libreto; (2007.)
- Rimbaud’s House (Rimbaudova kuća) (2007.).

## Vanjske poveznice
- http://www.sibilapetlevski.com/